# Brumec
Brumec je priimek v Sloveniji, ki ga je po podatkih Statističnega urada Republike Slovenije na dan 1. januarja 2010 uporabljalo 453 oseb in je med vsemi priimki po pogostosti uporabe uvrščen na 732. mesto.

## Znani nosilci priimka
- Klemen Brumec, fotograf
- Marija Brumec Ješe, zdravnica anesteziologinja
- Mihael Brumec (1911 - ?), duhovnik
- Tomaž Brumec (*1974), kitarist
- Viljem Brumec (1925 - 2014), zdravnik porodničar, univ. prof., publicist